# A. H. 艾拔
艾佛·曉拔·艾拔（英語：Alfred Hubert Albut，1849年—1916年），已故英格蘭糖果銷售員。他最著名的身份是紐頓希夫足球會（現曼徹斯特聯）第一位全職員工。1892年，球會任命他為秘書，負責所有球隊事務。艾拔因在財政困難的十年中保持球會運作而受到讚譽。
1893年，艾拔幫助球會從北路球場遷至銀行街球場。
他在紐頓希夫奧咸路33號（靠近球會北路球場）的辦公室工作。經過一段時間搜尋繼任人後，最終由占士·韋斯繼任，艾拔留任至1900年5月26日。艾拔為紐頓希夫工作前，曾受阿士東維拉僱用，但具體職位不詳。

## 評價
艾夫·艾拔是曼聯早期歷史的關鍵人物。他身為紐頓希夫的球會秘書，在球隊面臨挑戰時管理財務和場上困難，角色至關重要。雖然，他在任時未於球場上取得重大成功，但他的領導力和對球會的承諾，確保球會生存，最終於1902年更名為曼聯。

## 執教生涯數據
| 球會     | 由     | 至            | 紀錄 | 紀錄 | 紀錄 | 紀錄 | 紀錄 | 紀錄 | 紀錄 | 紀錄  | 參考資料 |
| 球會     | 由     | 至            | G    | W    | D    | L    | GF   | GA   | GD   | Win % | 參考資料 |
| -------- | ------ | ------------- | ---- | ---- | ---- | ---- | ---- | ---- | ---- | ----- | -------- |
| 紐頓希夫 | 1892年 | 1900年5月26日 | 285  | 127  | 48   | 110  | 545  | 462  | +83  | 44.56 | [ 6 ]    |
| 總共     | 總共   | 總共          | 285  | 127  | 48   | 110  | 545  | 462  | +83  | 44.56 | —        |